# Feel Good About Your Body
Feel Good About Your Body, pubblicato nel 1985 dalla Shove Records in collaborazione con la Adult Contemporary Records, è l'EP che segna l'esordio discografico dei Pussy Galore.
È stato ristampato assieme a molto altro materiale degli esordi nella raccolta Corpse Love: The First Year (1992, Caroline Records).

## Tracce
- Tutte le canzoni sono dei Pussy Galore.

1. Die Bitch - 2:46
2. HC Rebellion - 2:49
3. Constant Pain - 1:53
4. Car Fantasy - 3:59

## Formazione
- Jon Spencer - voce, chitarra
- Julie Cafritz - chitarra
- John Hammill - batteria